# Chandapur
Chandapur è una suddivisione dell'India, classificata come census town, di 5.260 abitanti, situata nel distretto di Nayagarh, nello stato federato dell'Orissa. In base al numero di abitanti la città rientra nella classe V (da 5.000 a 9.999 persone).

## Geografia fisica
La città è situata a 20° 34' 0 N e 86° 39' 0 E e ha un'altitudine di 4 m s.l.m..

## Società

### Evoluzione demografica
Al censimento del 2001 la popolazione di Chandapur assommava a 5.260 persone, delle quali 2.658 maschi e 2.602 femmine. I bambini di età inferiore o uguale ai sei anni assommavano a 536, dei quali 273 maschi e 263 femmine. Infine, coloro che erano in grado di saper almeno leggere e scrivere erano 3.660, dei quali 2.021 maschi e 1.639 femmine.